# Daniela Altomonte
Daniela Altomonte (Faenza, 28 giugno 1956) è una dialoghista italiana.

## Biografia
Nata a Faenza, romana di adozione, la sua passione per il cinema nasce sin da piccola; lavora dapprima come attrice negli spot televisivi di Carosello, passando poi per il cinema e la televisione, fino ad entrare, bambina, nel
mondo del doppiaggio. Attraverso lo studio delle lingue, acquisisce competenza in inglese, francese, tedesco e spagnolo, e svolge traduzioni per alcuni dialoghisti da cui apprende le basi della sua attuale professione.
In seguito si dedica al teatro comico, al mimo e al teatro di strada. Frequenta l'M.T.M. (Mimo Teatro Movimento) scuola di teatro, mimo, clown e Commedia dell'arte. Ha fatto parte della Compagnia teatrale La Maddalena di Roma.
Tra gli spettacoli a cui ha partecipato: "Blue Blu" scritto diretto e interpretato da Daniela Altomonte e altri; "Dramma d'amore al Circo Bagno Balò" scritto e diretto da Dacia Maraini.
Contemporaneamente, insieme a Roberto Koch, Fabio Ponzio e Mauro Torri dà vita allo Studio fotografico Contrasto, dedicandosi prevalentemente a ritratti e foto di teatro.
Dal 1981 lavora stabilmente come dialoghista adattatrice cinetelevisiva, cimentandosi nel corso degli anni con le più svariate tipologie testuali di trasposizione audiovisiva: serie televisive, cartoons, film di circuito.
Nel 1998 ha scritto la sceneggiatura del secondo episodio ("La scelta") della serie La dottoressa Giò, e in seguito la sceneggiatura di alcuni episodi della soap opera Un posto al sole (Rai 3).
Interessata alla formazione nell’ambito della traduzione audiovisiva dei prodotti cinematografici e televisivi ha partecipato come docente a Babel, Festival di Letteratura e Traduzione a Locarno e insegnato al Master di II Livello in Traduzione di Testi Postcoloniali all’Università di Pisa, al Master in Traduzione e Adattamento Cinetelevisivo presso la SSML Gregorio VII di Roma e al Master in Traduzione Audiovisiva e Adattamento Dialoghi per il Doppiaggio e la Sottotitolazione dell’Università degli Studi di Roma Tor Vergata.

## Adattamenti cinetelevisivi

### Film
- Kangaroo Jack - Prendi i soldi e salta
- Assassination Tango
- Una notte a Casablanca
- Torque - Circuiti di fuoco
- Il responsabile delle risorse umane
- Santa vs. the Snowman
- Observe and Report
- Agathe Cléry
- Le regole della truffa
- L'incredibile storia di Winter il delfino
- The Lady - L'amore per la libertà
- Special Forces - Liberate l'ostaggio
- The Apparition
- Storia d'inverno
- L'incredibile storia di Winter il delfino 2
- Fuga in tacchi a spillo

### Film d'animazione
- I pronipoti incontrano gli antenati

### Film TV e miniserie
- Inside
- Silo 7 - Emergenza nucleare
- Dalla finestra
- In difesa di un amore
- La Stangata II
- La macchina più pazza del mondo
- Halloween II - La vendetta di Kalabar
- Halloweentown III
- Wilder Days
- Beach Girls - Tutto in un'estate
- Tornado - La furia del cielo
- Lovestruck - Il musical
- The Night Manager

### Telefilm
- Colombo
- I geni del computer
- Super Vicki
- E.R. - Medici in prima linea (I-V, XIII-XIV stagione)
- Murder Call
- Nikita
- West Wing - Tutti gli uomini del Presidente
- Felicity
- Roswell
- Smallville
- New York New York
- L'ispettore Tibbs
- Scrubs - Medici ai primi ferri
- Fantasmi
- Cold Case - Delitti irrisolti
- Out of Practice - Medici senza speranza
- Samantha
- The Shield (VI stagione)
- Robson Arms
- The Kill Point
- Zoo Doctor
- Prison Break (III-IV stagione)
- Screech Owls
- Nessuno mi capisce
- Senza traccia (VI-VII stagione)
- The Wire (IV-V stagione)
- Il principe e la fanciulla
- Rescue Me
- I'm in the Band
- Three Rivers
- Le sorelle fantasma
- Law & Order: LA
- Hamburg Distretto 21
- Ringer
- La vita segreta di una teenager americana
- NCIS - Unità anticrimine
- NCIS: New Orleans
- NCIS: Los Angeles
- The Fosters
- Il commissario Schumann
- Mr. Robot
- Supergirl (I-V stagione)
- Angie Tribeca
- Para vestir santos - A proposito di single
- The Flash
- Absentia (I-III stagione)
- Powerless
- Westworld - Dove tutto è concesso (II-III-IV stagione)
- Siren (I-III stagione)
- Emergence
- The Good Place
- God Friended Me
- Away
- Nine Perfect Strangers
- The White Lotus (I, II stagione)
- Chloe
- Hotel Portofino (I, II, III stagione)
- We Own This City

### Cartoni animati
- C'era una volta... Pollon
- Duck Dodgers
- Engie Benjy
- Megas XLR
- Maggie
- Ultimate Muscle
- Yes! Pretty Cure 5